# 下倉村
下倉村（したぐらむら）は、岡山県吉備郡にあった村。現在の総社市の一部にあたる。

## 地理
高梁川中流右岸の氾濫原に位置していた。
- 山岳：高滝山[2]

## 歴史
- 江戸時代、毛利氏の支配を経て幕府領となる[2]。元和3年（1617年）松山藩領を経て、藩名の改称に伴い明治2年（1869年）高梁藩領となる[2]。
- 1889年（明治22年）6月1日、町村制の施行により、下道郡下倉村が単独で村制施行し、下倉村が発足[1][2]。大字は編成せず[2]。
- 1893年（明治26年）洪水により大きな被害を受けた[2]。
- 1900年（明治33年）4月1日、郡の統合により吉備郡に所属[1][2]。
- 1948年（昭和23年）4月1日、吉備郡秦村大字福谷の一部を編入[1][2]。
- 1952年（昭和27年）4月1日、吉備郡日美村、富山村、水内村と合併し、町制施行し昭和町を新設して廃止された[1][2]。合併後、昭和町大字下倉となる[2]。

### 地名の由来
松山藩の下倉と称する倉庫があったため。

## 産業
- 農業、養蚕[2]
- 産物：米、麦、木炭、葉煙草、落花生、藺草[2]

## 教育
- 1875年（明治8年）倉山小学（林松寺内）を開設[2]。1884年（明治17年）倉山小学校に改称[2]。1892年（明治25年）倉山尋常小学校に改称[2]。1912年（明治45年）高等科を併置し、1947年（昭和22年）下倉小学校となる[2]。